# Säg mig den gamla sanning
Säg mig den gamla sanning är en sång med text från 1866 av Arabella Catherin Hankey och musik av William Howard Doane, den svenska översättningen gjordes av Teodor Trued Truvé.

## Publicerad i
- Frälsningsarméns sångbok 1929 som nr 353 under rubriken "Jubel, erfarenhet och vittnesbörd".
- Musik till Frälsningsarméns sångbok 1930 som nr 353
- Sionstoner 1935 som nr 102 under rubriken "Frälsningens grund i Guds kärlek och förverkligande genom Kristus".
- Guds lov 1935 som nr 395 under rubriken "Före och efter predikan".
- Frälsningsarméns sångbok 1968 som nr 96 under rubriken "Frälsning".
- Frälsningsarméns sångbok 1990 som nr 369 under rubriken "Frälsning".